# Picnic – A Breath of Fresh Air
Picnic – A Breath of Fresh Air je sampler, vydaný u Harvest Records v roce 1970. Obsahuje i dříve nevydanou skladbu „Embryo“ od skupiny Pink Floyd.

## Seznam skladeb
| Strana 1 | Strana 1                | Strana 1                               | Strana 1                | Strana 1 |
| Pořadí   | Název                   | Autor                                  | Interpret               | Délka    |
| -------- | ----------------------- | -------------------------------------- | ----------------------- | -------- |
| 1.       | Into the Fire           | Blackmore, Lord, Paice, Gillan, Glover | Deep Purple             |          |
| 2.       | Mother Dear             | Barclay James Harvest                  | Barclay James Harvest   |          |
| 3.       | Embryo (dříve nevydáno) | Waters                                 | Pink Floyd              |          |
| 4.       | Twisted Track           | Spedding, Brown                        | The Battered Ornaments  |          |
| 5.       | Glenlogie               | Trad. arr. S. & D. Collins             | Shirley & Dolly Collins |          |

| Strana 2 | Strana 2                     | Strana 2        | Strana 2                   | Strana 2 |
| Pořadí   | Název                        | Autor           | Interpret                  | Délka    |
| -------- | ---------------------------- | --------------- | -------------------------- | -------- |
| 1.       | The Good Mr Square           | May, Waller     | Pretty Things              |          |
| 2.       | Song of the Ages             | H. Ash          | Roy Harper                 |          |
| 3.       | This Worried Feeling         | Clempson, Poole | Bakerloo                   |          |
| 4.       | Eleanor's Cake Which Ate Her | Ayers           | Kevin Ayers                |          |
| 5.       | Again and Again              |                 | The Greatest Show on Earth |          |

| Strana 3 | Strana 3               | Strana 3                    | Strana 3               | Strana 3 |
| Pořadí   | Název                  | Autor                       | Interpret              | Délka    |
| -------- | ---------------------- | --------------------------- | ---------------------- | -------- |
| 1.       | Water                  | Coff, Minns, Smith, Sweeney | Third Ear Band         |          |
| 2.       | Terrapin               | Barrett                     | Syd Barrett            |          |
| 3.       | A Glade Somewhere      | Welham, Allenby, Welham     | Forest                 |          |
| 4.       | Golden Country Kingdom | Brown, Mullen               | Pete Brown & Piblokto! |          |
| 5.       | Round and Round        | W.Shade                     | Panama Limited         |          |

| Strana 4 | Strana 4                  | Strana 4      | Strana 4             | Strana 4 |
| Pořadí   | Název                     | Autor         | Interpret            | Délka    |
| -------- | ------------------------- | ------------- | -------------------- | -------- |
| 1.       | Black Sheep of the Family | Hammond       | Quatermass           |          |
| 2.       | Postcards of Scarborough  | Chapman       | Michael Chapman      |          |
| 3.       | Maybe My Mind (With Egg)  | Daw, Phillips | Tea & Symphony       |          |
| 4.       | Old Gopher                | S. Broughton  | Edgar Broughton Band |          |